# Семенічкі
Семенічкі (пол. Siemieniczki) — село в Польщі, у гміні Кшижанув Кутновського повіту Лодзинського воєводства. Населення — 111 осіб (2011).
У 1975-1998 роках село належало до Плоцького воєводства.

## Демографія
Демографічна структура станом на 31 березня 2011 року:
|          | Загалом | Допрацездатний вік | Працездатний вік | Постпрацездатний вік |
| -------- | ------- | ------------------ | ---------------- | -------------------- |
| Чоловіки | 56      | 6                  | 40               | 10                   |
| Жінки    | 55      | 11                 | 24               | 20                   |
| Разом    | 111     | 17                 | 64               | 30                   |